# Wulfdiether Zippel
Wulfdiether Zippel (* 22. Juli 1938 in Berlin) ist ein deutscher Wirtschaftswissenschaftler (Professor für Volkswirtschaftslehre mit den Schwerpunkten internationale Wirtschaftsbeziehungen und Europäische Wirtschafts-Integration an der TU München).

## Leben, akademischer Lebenslauf und wissenschaftliches Wirken
Nach Ablegung des Abiturs und des obligatorischen halbjährigen „Vor-Praktikums“ (J.M. Voith, Heidenheim) begann er im WS 1958/59 mit dem Studium der Ingenieur-Wissenschaften (Maschinenbau) an der Technischen Hochschule (heute: Leibniz-Universität) Hannover; dort Abschluss (1965): Dipl.-Ing. – Ende 1965 begann er (neben seiner freiberuflichen Tätigkeit) an der TH (heute: TU) München ein speziell für Diplom-Ingenieure sowie für Naturwissenschaftler (mit einem TH- oder universitären Diplom) konzipiertes wirtschaftswissenschaftliches „Aufbau-Studium“; dieses hat er 1968 mit dem akademischen Grad eines Dipl.-Wirtschaftsingenieur abgeschlossen.
In der Folgezeit begann er (zunächst neben seiner freiberuflichen Tätigkeit) und dann ab Juli 1970 im Rahmen seiner Tätigkeit als Wissenschaftlicher Assistent am Lehrstuhl für Volkswirtschaftslehre der TU München, (Prof. Dr. rer. pol. habil. Wilhelm Meinhold) mit der Erstellung einer Dissertation (Gegenstand: „Eine systematische wirtschaftstheoretische und empirische Analyse der ökonomischen Auswirkungen der regional begrenzten Wirtschaftsintegration“). Im August 1971 erfolgte die Promotion zum Dr. rer. pol.; die Dissertation erhielt 1972 von der EWG-Kommission eine besondere Auszeichnung.
Im Zuge seiner weiteren Tätigkeit als Wissenschaftlicher Assistent an der TU München weitete Zippel seine Forschungsinteressen zunehmend auch auf ausgewählte Fragestellungen der monetären Außenwirtschaftsbeziehungen und der monetären Integration aus. Als Abschluss des Habilitationsverfahrens wurde vom Fachbereich für Wirtschafts- und Sozialwissenschaften der Technischen Universität München im Juli 1976 seine Lehrbefähigung im Fachgebiet Volkswirtschaftslehre festgestellt und ihm im Zuge damit der „akademische Grad eines Dr. rer. pol. habil.“ verliehen (Habilitationsschrift: „Gegenstand und Analyse der Pläne zur Neugestaltung der internationalen Geldverfassung“; Berlin 1978, Duncker & Humblot). Nach Abschluss des Habilitationsverfahrens erfolgte die Verleihung der Venia Legendi (Priv. Doz.) für das Fach Volkswirtschaftslehre.
Im WS 1976/77 und im SS 1977 vertrat Zippel (sine spe) einen Lehrstuhl für Wirtschaftspolitik in der Rechts- und Staatswissenschaftlichen Fakultät der Rheinischen Friedrich-Wilhelms-Universität Bonn. – Ab Mitte des WS 1977/78: Universitätsdozent, TU München (Volkswirtschaftslehre, Internationale Wirtschaftsbeziehungen, Außenwirtschaftspolitik, Wirtschaftsintegration). Im WS 1980/81 übernahm Zippel in der Fakultät für Wirtschafts- und Sozialwissenschaften der Technischen Universität München eine Professur (Univ.-Prof. für Volkswirtschaftslehre; Schwerpunkte: Außenwirtschaftstheorie und Außenwirtschaftspolitik, Theorie und Politik der Europäischen Wirtschaftsintegration), die er bis Ende SS 2003 ausübte.

## Lehr- und Forschungsschwerpunkte
Die lehrende und forschende Tätigkeit Zippels betrifft generell die Internationalen Wirtschaftsbeziehungen; schwerpunktmäßig hat er sich mit den Grundfragen und Spezifika regionaler Wirtschaftsintegrations-Projekte befasst. Der diesbezügliche Fokus liegt auf der Gründung der EWG, auf deren stufenweiser Weiterentwicklung zur heutigen EU im Gefolge von Reformen, Kompetenz-Erweiterungen und der Aufnahme neuer Mitgliedsländer sowie – insbesondere – auf dem Auf- und Ausbau der wirtschaftlichen Außenbeziehungen der EU. Dabei befasste sich Zippel nicht nur mit vielfältigen Fragen theoretischer und anwendungsspezifischer Art, sondern auch mit den Auswirkungen für deren Mitgliedsländer sowie für die restliche Weltwirtschaft; all das hat nicht zuletzt auch in vielfältigen Beiträgen zu Sammelwerken und Tagungsbänden seinen Niederschlag gefunden.

## Weitere wissenschaftliche Wirkungsstätten
Von 1989 bis 2005 war Zippel Mitglied des Vorstands und von 2005 – 2010 Mitglied des Präsidiums des Arbeitskreises Europäische Integration (AEI). Der AEI ist eine europa-wissenschaftliche Forscher-Vereinigung und als solche das deutsche Mitglied der European Community Studies Association (ECSA). In seiner Funktion als Mitglied des AEI-Vorstands hat Zippel u. a. mehrere wissenschaftliche Tagungen (allein- oder mitverantwortlich) konzipiert und geleitet (teilweise einschließlich der Herausgabe eines Tagungsbandes). Ein spezifisches Merkmal von Zippels Beiträgen zur interdisziplinären (wie auch zur internationalen) wissenschaftlichen Zusammenarbeit besteht im Wertlegen auf eine Miteinbeziehung von ordnungspolitischen sowie von stabilitätspolitischen Aspekten.
Im Rahmen seiner Lehr- und Forschungstätigkeiten war Zippel während der Jahre 1985, 1987, 1994 und 1999 (jeweils für mehrere Wochen) im Status eines Gastprofessors („Profesor Visitante“) an der Universidad Nacional del Sur, Departamento de Economia, Bahia Blanca (Argentinien), tätig. Sein dortiges Wirken erfolgte zum einen in Gestalt von Seminar-Veranstaltungen und Vorträgen zur Funktionsweise der EU (insbesondere die Rahmenbedingungen für deren Außenwirtschafts-Beziehungen) – und (speziell 1999) die Konstruktionsmerkmale und die Funktionsweise der EU-Währungsunion. – Ferner: Anregung von Forschung mit Bezug auf perspektivische Fragen der Wirtschaftsbeziehungen zwischen dem Mercosur und der EU; außerdem: Beratung bezüglich eines EU-fokussierten Literatur-Fundus. – Von 1991 bis 2017: Berater („Consejo Honorario“) des Herausgeber-Kollegiums des wirtschaftswissenschaftlichen Periodikums „Estudios Economicos“.
Neben seiner Forschungs- und Lehrtätigkeit an der TU München lehrte Zippel vom WS 1982/83 bis SS 2012 im Rahmen eines Lehrauftrags außerdem im Lehrbereich Wirtschaft und Gesellschaft der  Hochschule für Politik München (HfP) – Gegenstand seiner Lehr- und Prüfungstätigkeit in der HfP: Internationale Wirtschaftsbeziehungen sowie die Europäische Wirtschafts-Integration. Vom SS 2002 – SS 2012 war Zippel einer der beiden Lehrbereichsvertreter für den Fachbereich Wirtschaft und Gesellschaft sowie Mitglied des Senats der Hochschule für Politik.
Im Zeitraum 2004 bis 2012 war Zippel Mitglied des Herausgeber-Kollegiums der „Zeitschrift für Politik“.
Verwaltungs- und Wirtschaftsakademie München e.V.: Lehrtätigkeit (1977 – 2007; Volkswirtschaftslehre, Wirtschaftspolitik, Außenwirtschaftspolitik, Europäische Wirtschafts-Integration); Mitglied des Vorstands (1988 – 2007); stv. Studienleiter (1991 – 2006).

## Sonstiges
Wulfdiether Zippel ist verheiratet und hat zwei Kinder. Seit seiner Hannoveraner Studienzeit ist er Mitglied des Corps Saxonia Hannover.